# Composition B

Strukturformel von RDX

Strukturformel von TNT

Composition B (auch Composit B oder Cyclotol) ist eine Mischung aus zwei Sprengstoffen. Die Mischung besteht zu 59,5 % aus RDX, zu 39,5 % aus TNT und zu 1,0 % aus Wachs. Das Wachs verbessert hierbei die Handhabung des Sprengstoffs. Eine Mischung ohne Wachs als Stabilisator wird auch als Composition B-3 bezeichnet.
Composit B war vom Beginn des Zweiten Weltkriegs bis in die frühen 1990er bei der United States Army und vielen anderen westlichen Streitkräften weit verbreitet und der Standardsprengstoff für Zünder in Landminen, Raketen, Hand- und Artilleriegranaten. Jedoch wurde das Composit B mit der Entwicklung weniger empfindlicher Sprengstoffe weitgehend durch diese ersetzt. Einige von der NATO anerkannte Munitionslieferanten (z. B. Mecar) benutzen allerdings weiterhin Composit B in der Herstellung.
Außerdem kam Composit B in den Sprengstofflinsen der ersten Kernwaffen mit Implosionszündung zum Einsatz, die von den USA entwickelt wurden. Dazu gehören unter anderem die Bomben vom Trinity-Test und Nagasaki (Fat Man).
Die Sowjetunion verwendete ähnliche Mischungen genannt TG gefolgt von einer Zahl. Dabei stand „T“ für TNT und „G“ für RDX und die Zahl für den Anteil von TNT. Bekannt sind TG-30 (30 % TNT und 70 % RDX), TG-40 (40 % TNT und 60 % RDX) und TG-50 (50 % TNT und 50 % RDX).

## Eigenschaften
- Dichte: 1,737 g/cm³ (Composition B) – 1,750 g/cm³ (Composition B-3)[1]
- Detonationsgeschwindigkeit: 8018 m/s[1]

## Galerie

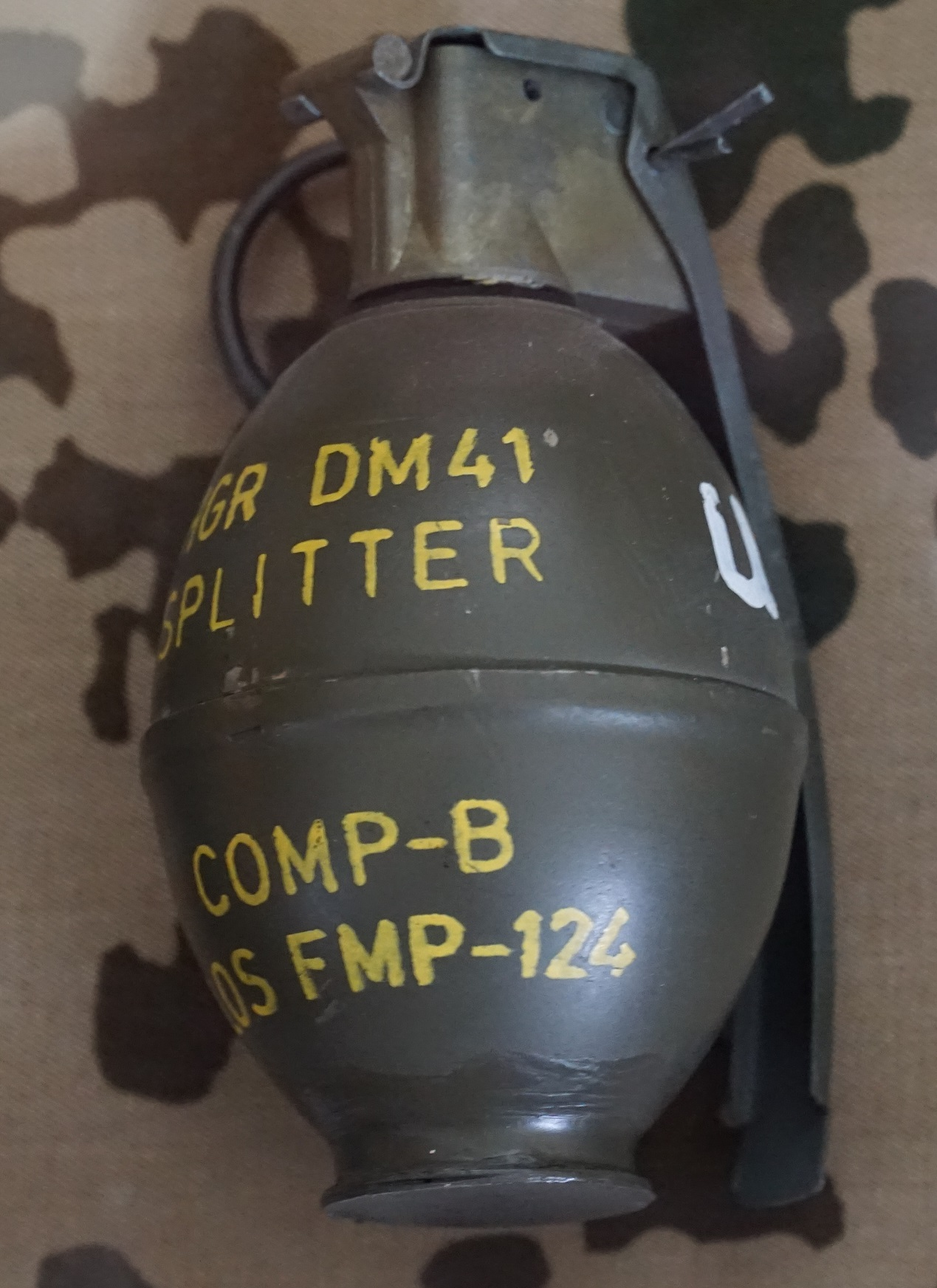
M26
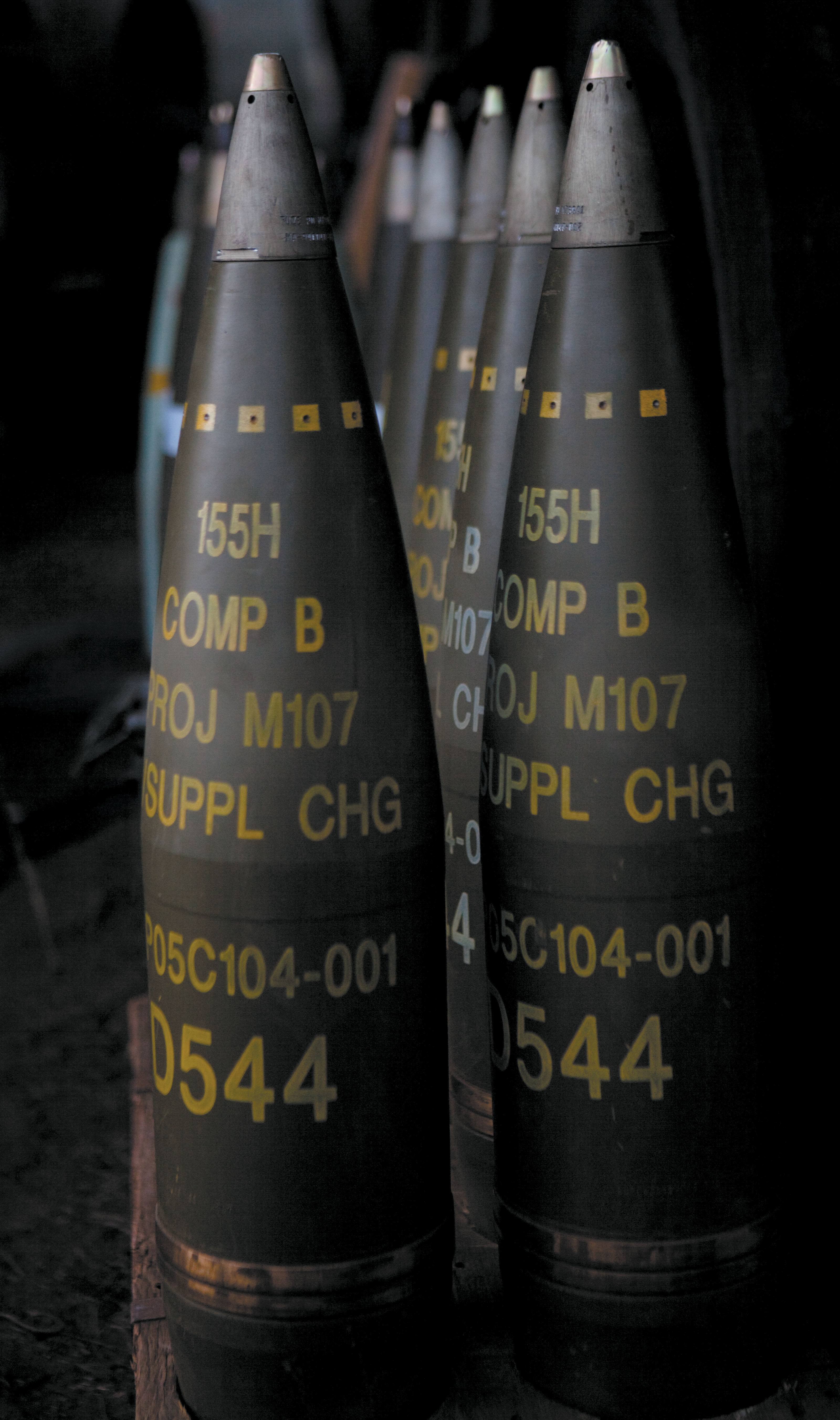
M107
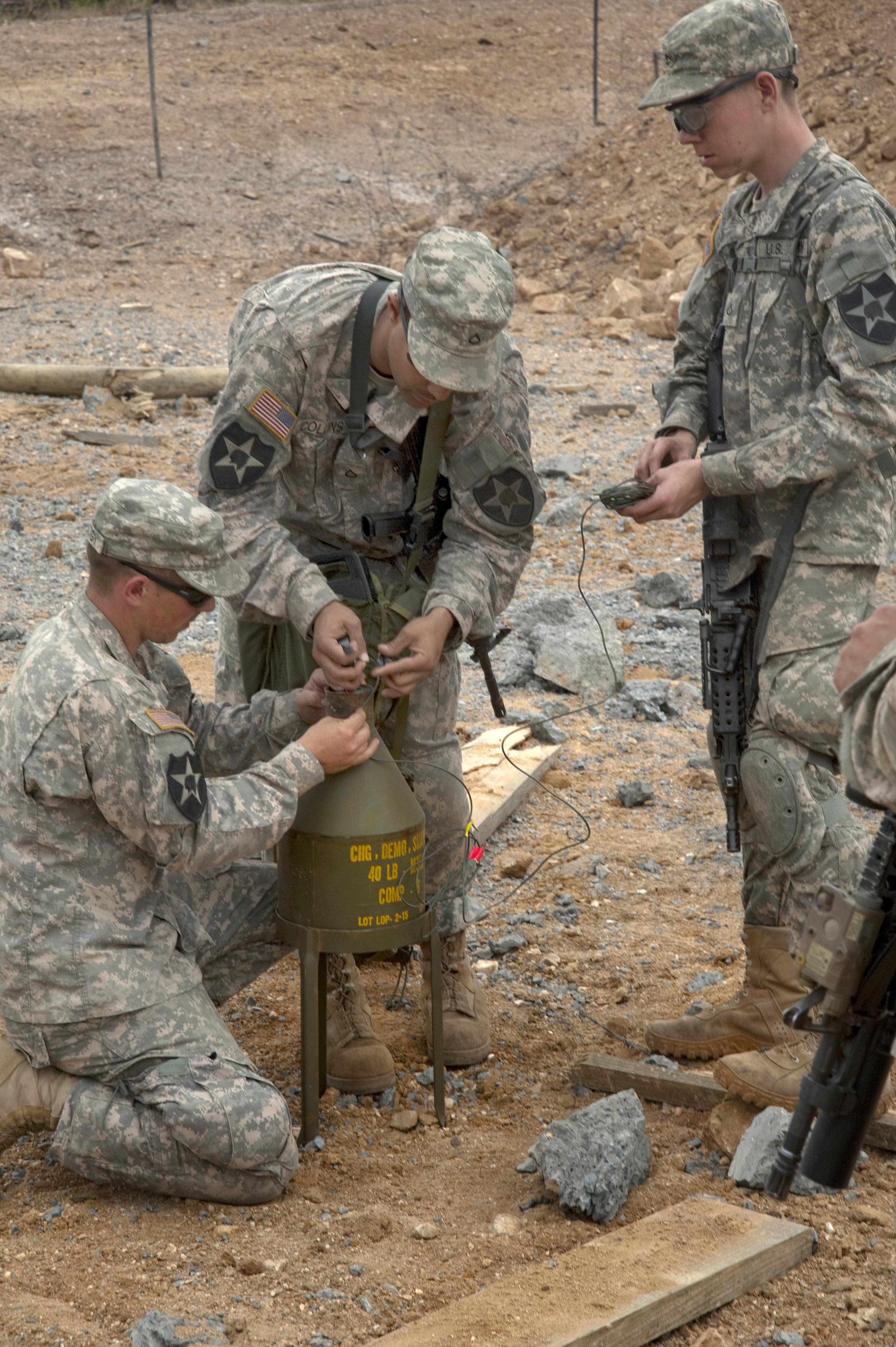
Hohlladung